# Munakan
Il Munakan (in russo Мунакан?) è un fiume della Russia siberiana orientale (Repubblica autonoma della Sacha-Jacuzia), affluente di destra della Muna (bacino idrografico della Lena).
Nasce e scorre nella parte nord-est dell'altopiano della Siberia centrale; sfocia nella Muna a 267 km dalla foce. Il maggior tributario è il fiume Ogonnor-Jurjach (50 km), proveniente dalla sinistra idrografica.
Il fiume gela dalla seconda metà di ottobre, sino a fine maggio - inizio giugno.